# Dot i wieloryb
Dot i wieloryb / Kropeczka i wieloryb (ang. Dot and the Whale, 1986) – szósty australijski film fabularno-animowany wyprodukowany przez Yoram Gross Film Studio. Opowiada o tym, jak Dot, dziewczyna z prowincji, poznała wieloryba żyjącego w głębi oceanu. Twórcą filmu jest Yoram Gross.

## Fabuła
Na plaży na wybrzeżu miasta ląduje ranna wielorybnica imieniem Tonga. Dot musi za wszelką cenę odnaleźć ducha Moby Dicka i zapobiec śmierci jej przyjaciółki. Pomagają w tym Alex i Owen.

## Wersja polska
Film był wyświetlany przez TVP3. Wersja lektorska była opracowana przez szczeciński ośrodek TVP.

### VHS
Wersja wydana na kasetach VHS z angielskim dubbingiem i polskim lektorem, którym był Janusz Kozioł pod tytułem Kropeczka i wieloryb. Dystrybucja: Mada Video Film.